# Гитон, Жан (адмирал)

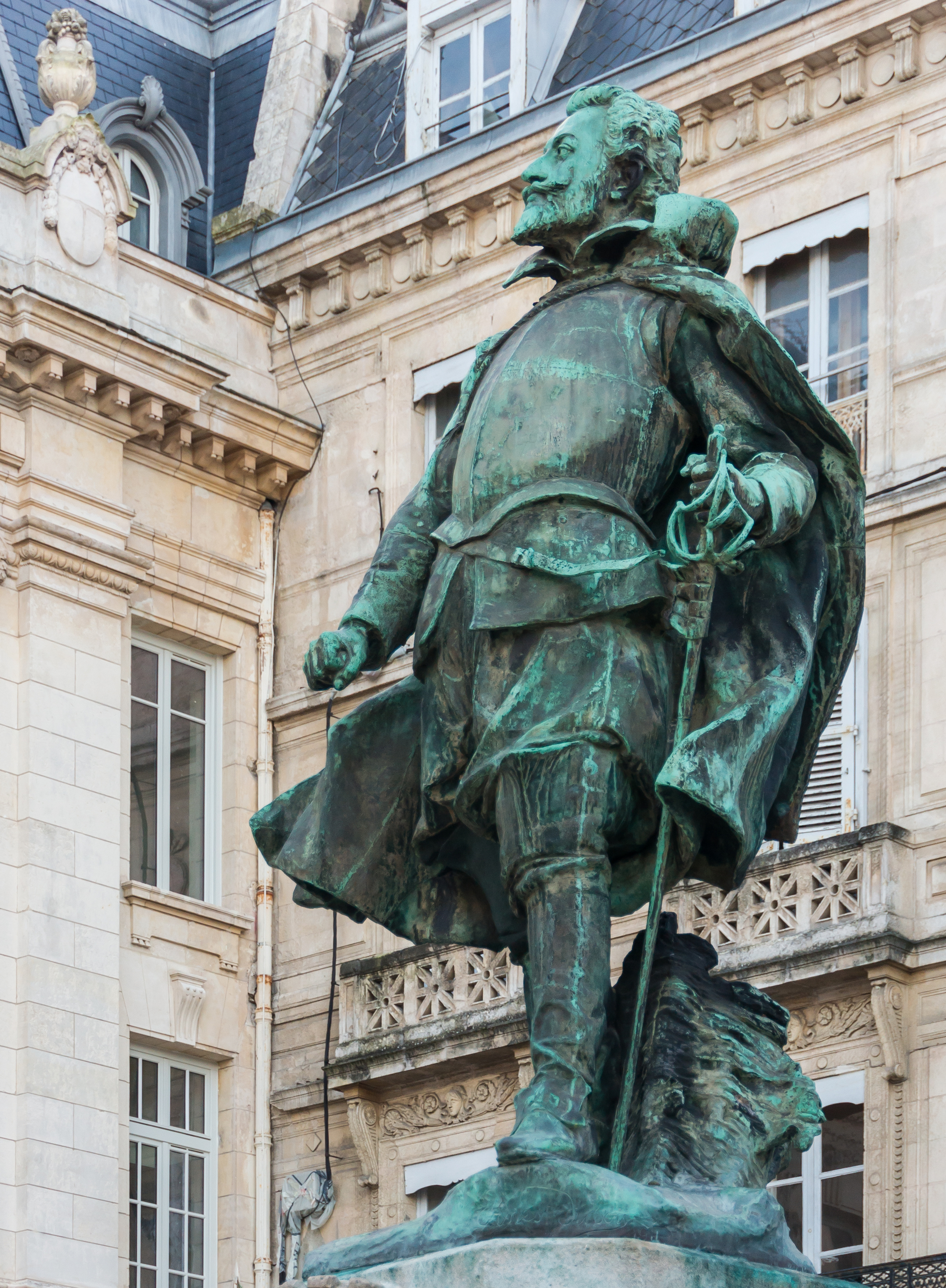
Памятник Жану Гитону на Ратушной площади Ла-Рошели

Жан Гитон (фр. Jean Guiton; 2 июля 1585, Ла-Рошель, Франция — 15 марта 1654, Ла-Жарн) — французский политик, лидер гугенотов, мэр и адмирал флота Ла-Рошели, судовладелец. Один из видных деятелей протестантизма XVII века.

## Биография
Родился в семье торговцев, из которой вышли несколько мэров Ла-Рошели. Освоил профессию судовладельца.
В эпоху Возрождения Ла-Рошель открыто приняла идеи Реформации и с 1568 года стала центром гугенотов. Как и большинство жителей города Ж. Гитон был гугенотом.
Во время блокады Ла-Рошели в 1621 году французскими королевскими войсками Людовика XIII судовладелец Жан Гитон был назначен городским советом адмиралом флота Ла-Рошели из 16 кораблей с 90 орудиями.
Флот Ла-Рошели под руководством Ж. Гитона сделал по крайней мере четыре боевых рейда против королевского флота, которым командовал граф Суассон.

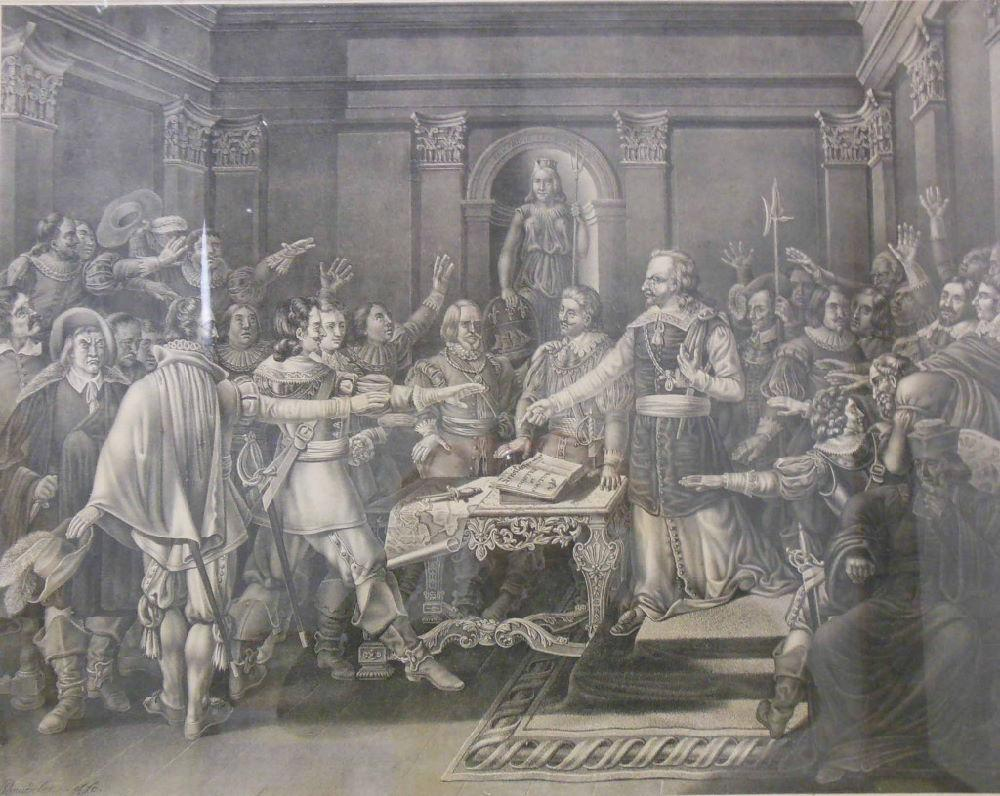
Жан Гитон в ратуше Ла-Рошели клянется до смерти защищать город

6 октября 1621 года во главе флота из 22 кораблей Жан Гитон после двухчасового боя разбил 40 роялистских кораблей под командованием Исаака де Разилли (фр.) и пришедших для блокады города. 6 октября Гитону удалось захватить остров Олерон.
6 ноября Ж. Гитон атаковал Бруаж, где находились 25 королевских судов, а также блокировал вход в гавань, потопив корабли в ней. Однако гугеноты почти смирились с поражением после 16 апреля 1622 года, когда герцог Субиз был разбит королевскими войсками у Рье (фр.).
Ещё одним важным событием стала морская битва при Сен-Мартен-де-Ре в октябре 1622 года. Поскольку конфликт зашёл в тупик, король и гугеноты согласились заключить в 1622 году договор в Монпелье, который признал гугенотские привилегии.
10 сентября 1627 года произошла пушечная дуэль между защитниками Ла-Рошели и королевскими войсками, что послужило поводом для короля Людовика XIII начать осаду Ла-Рошели, которая закончилась её взятием в 1628 году. В мае 1628 году во время осады города Ж. Гитон был избран мэром Ла-Рошели (фр.).
После сдачи города ему пришлось отправиться в ссылку в Лондон. После возвращения из Англии в 1635 году, кардинал Ришельё присвоил ему титул капитана одного из королевских судов, командуя которым Ж. Гитон сражался с испанцами. В августе 1638 года Ж. Гитон принял участие в битве при Гетарии (фр.) в ходе Тридцатилетней войны.

## Память
- Именем Ж. Гитон названы самый длинный проспект Ла-Рошели и колледж.
- В родном городе ему установлен памятник.
- Его имя носит корабль, осуществляющий переправу между Ла-Рошелью и островом Ре.